# A Special Christmas
A Special Christmas è un album in studio natalizio del gruppo musicale femminile statunitense SWV, pubblicato nel 1997.

## Tracce
1. Intro
2. The Christmas Song (Chestnuts Roasting on an Open Fire)
3. This Christmas
4. Have Yourself a Merry Little Christmas
5. Christmas Ain't Christmas (Without the One You Love)
6. Give Love on Christmas Day
7. White Christmas
8. Silent Night
9. Silver Bells
10. O Holy Night
11. My Favorite Things